# Vatroslav Lichtenegger
Vatroslav Lichtenegger (1809. – 1885.) je hrvatski pjesnik koji je prema predaji notirao i harmonizirao Runjaninov napjev pjesme "Lijepa naša domovino" 1861. godine.